# Hawaii Five-0 (5.ª temporada)
A quinta temporada da Série Hawaii Five-0 tera sue Premiere na Sexta-feita 26 de setembro de 2014 e nesta temporada a Série contara com 25 Episódios.

## Elenco

### Principal
Em 13 de março de 2014 Foi anunciado que Jorge Garcia foi contratado para ser fixo no elenco.
- Alex O'Loughlin Como Tenente Comandante Steven "Steve" McGarrett, Reserva Nacional da Marinha dos Estados Unidos
- Scott Caan como Detetive Daniel "Danno" Williams
- Daniel Dae Kim as Tenente Chin Ho Kelly
- Grace Park as Official Kono Kalakaua
- Masi Oka como Dr. Max Bergman
- Chi McBride como Lou Grover Comandante da SWAT HPD
- Jorge Garcia como Jerry Ortega
- Michelle Borth como "Catherine" Rollins ex Tenente da Marinha Americana e namorada de "Steven McGarrett" na série

### Recorrente
- Taylor Wily como Kamekona
- Dennis Chun como Duke Lukela Sargento da HPD
- Mark Dacascos como Wo Fat
- Ian Anthony Dale como Adam Noshimuri
- Teilor Grubbs como Grace Williams
- Autumn Reeser como Doutora Gabrielle "Gabby" Asano
- Terry O'Quinn como Comandante Joe White, Marinha dos Estados Unidos (Aposentado)
- Brian Yang como Charlie Fong
- Taryn Manning como Mary Ann McGarrett
- Richard T. Jones como Governador Sam Denning

## Episodios
| Seq | Ep | Titulo                                                                   | Diretor             | Escritor                                                                                  | Exibição Original       | Audiencia EUA (Em Milhões) |
| --- | -- | ------------------------------------------------------------------------ | ------------------- | ----------------------------------------------------------------------------------------- | ----------------------- | -------------------------- |
| 94  | 1  | "Aʻohe Kahi e Peʻe Ai (Nowhere to Hide)" "Nenhum lugar para se esconder" | Bryan Spicer        | Peter M. Lenkov & Ken Solarz                                                              | 26 de setembro de 2014  | 8.97                       |
| 95  | 2  | "Ka Makuakane (Family Man)" "Homem de Família"                           | Sylvain White       | Steven Lilien & Bryan Wynbrandt                                                           | 3 de outubro de 2014    | 9.77                       |
| 96  | 3  | "Kanalu Hope Loa (The Last Break)" "A Última Pausa"                      | Joe Dante           | Sarah Byrd                                                                                | 10 de outubro de 2014   | 9.19                       |
| 97  | 4  | "Ka Noeʻau (The Painter)" "O Pintor"                                     | Peter Weller        | Peter M. Lenkov & Ken Solarz                                                              | 17 de outubro de 2014   | 9.18                       |
| 98  | 5  | "Hoʻoilina (Legacy)" "Legado"                                            | Bryan Spicer        | Eric Guggenheim                                                                           | 24 de outubro de 2014   | 8.92                       |
| 99  | 6  | "Hoʻomaʻike (Unmasked)" "Desmascarado"                                   | Joe Dante           | Story by: David Wolkove Teleplay by: Steven Lilien & Bryan Wynbrandt                      | 31 de outubro de 2014   | 9.47                       |
| 100 | 7  | "Ina Paha (If Perhaps)" "Se, Talvez!"                                    | Larry Teng          | Peter M. Lenkov                                                                           | 7 de novembro de 2014   | 8.95                       |
| 101 | 8  | "Ka Hana Malu (Inside Job)" "Trabalho Interno (Infiltrado)"              | Jerry Levine        | Moira Kirland                                                                             | 21 de novembro de 2014  | 10.07                      |
| 102 | 9  | "Ke Koho Mamao Aku (Longshot)" "Tiro no Escuro"                          | Bryan Spicer        | Sue Palmer                                                                                | 12 de dezembro de 2014  | 8.77                       |
| 103 | 10 | "Wawahi moeʻuhane (Broken Dreams)" "Sonhos Desfeitos"                    | Sylvain White       | Story by: Peter M. Lenkov Teleplay by: Steven Lilien & Bryan Wynbrandt                    | 2 de janeiro de 2015    | 10.51                      |
| 104 | 11 | "Uaʻaihue (Stolen)" "Roubado"                                            | Jeffrey Hunt        | David Wolkove                                                                             | 9 de janeiro de 2015    | 11.50                      |
| 105 | 12 | "Poina ʻOle (Not Forgotten)" "Não Esqueça"                               | Brad Tanenbaum      | John Dove                                                                                 | 16 de janeiro de 2015   | 10.59                      |
| 106 | 13 | "Lā Pōʻino (Doomsday)" "Dia do Julgamento"                               | Maja Vrvilo         | Story by: Peter M. Lenkov Teleplay by: Sarah Byrd                                         | 30 de janeiro de 2015   | 10.50                      |
| 107 | 14 | "Powehiwehi (Blackout)" "Blackout"                                       | Peter Weller        | Story by: Travis Donnelly Teleplay by: Eric Guggenheim                                    | 6 de fevereiro de 2015  | 10.08                      |
| 108 | 15 | "E 'Imi pono (Searching for the Truth)" "Em busca da Verdade"            | Allison Liddi-Brown | Kenny Kyle                                                                                | 13 de fevereiro de 2015 | 9.81                       |
| 109 | 16 | "Nanahu (Embers)" "Cinzas"                                               | Joe Dante           | Story by: Akeba Gaddis Lynn Teleplay by: John Dove                                        | 20 de fevereiro de 2015 | 10.66                      |
| 110 | 17 | "Kuka'awale (Stakeout)" "Tocaia"                                         | Daniel Dae Kim      | David Wolkove & Lorenzo Manetti                                                           | 27 de fevereiro de 2015 | 9.79                       |
| 111 | 18 | "Pono Kaulike (Justice for All)" "Justiça para todos"                    | Larry Teng          | Peter M. Lenkov & Ken Solarz                                                              | 6 de março de 2015      | 9.54                       |
| 112 | 19 | "Kahania (Close Shave)" "Por um Triz"                                    | Jerry Levine        | Steven Lilien & Bryan Wynbrandt                                                           | 13 de março de 2015     | 9.38                       |
| 113 | 20 | "'Ike Hanau (Instinct)" "Instinto"                                       | Maja Vrvilo         | Story by: Peter M. Lenkov & Peter M. Tassler Teleplay by: Moira Kirland & Eric Guggenheim | 3 de abril de 2015      | 8.87                       |
| 114 | 21 | "Ua heleleʻi ka hoku (Fallen Star)" "Estrela Cadente"                    | James Wilcox        | David Wolkove                                                                             | 10 de abril de 2015     | 8.70                       |
| 115 | 22 | "Hoʻamoano (Chasing Yesterday)" "Vivendo do Passado"                     | Stephen Herek       | John Dove                                                                                 | 24 de abril de 2015     | 8.35                       |
| 116 | 23 | "Moʻo ʻolelo Pu (Sharing Traditions)" "Dividindo tradições"              | Eagle Egilsson      | Story by: Peter M. Lenkov and Ken Solarz Teleplay by: Jessica Granger                     | 1 de maio de 2015       | ASA                        |
| 117 | 24 | "Luapoʻi (Prey)" "Presa"                                                 | Maja Vrvilo         | Eric Guggenheim                                                                           | 8 de maio de 2015       | ASA                        |
| 118 | 25 | "A Make Kāua (Until We Die)" "Até Morrermos"                             | Bryan Spicer        | Story by: Peter M. Lenkov Teleplay by: Steven Lilien & Bryan Wynbrandt                    | 8 de maio de 2015       | ASA                        |